# 卡普里莱奥内
卡普里莱奥内（義大利語：Capri Leone），是意大利西西里大区墨西拿廣域市的一个市镇。总面积6.6平方公里，人口4515人，人口密度684.1人/平方公里（2009年）。ISTAT代码为083010。